# A Good Man is Hard to Find

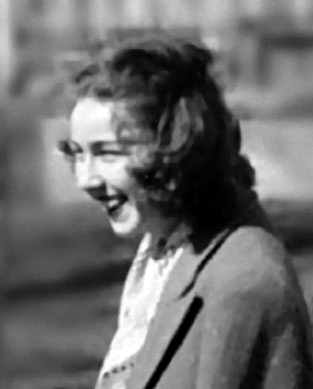
Flannery O’Connor, Porträtfoto 1947

A Good Man is Hard to Find (deutscher Titel Ein guter Mensch ist schwer zu finden) ist eine Kurzgeschichte der amerikanischen Schriftstellerin Flannery O’Connor, die kurz nach dem Ausbruch der schweren Immunschwächeerkrankung der Autorin entstanden ist. Nach der Erstveröffentlichung 1953 in der Literaturzeitschrift Avon book of Modern Writing wurde die Erzählung im selben Jahr als Titelgeschichte in den ersten Erzählband Flannery O’Connors aufgenommen, der 1955 neu aufgelegt wurde. Die Geschichte ist seitdem mehrfach in verschiedenen Anthologien und Sammlungen erneut veröffentlicht worden. Die deutsche Fassung erschien zuerst 1958 in der Übersetzung von Elisabeth Schnack im Sammelband Ein Kreis im Feuer – Erzählungen.
In dieser Erzählung, die mit ihrer rüden Kombination von realistischer Milieuskizze, grotesker Charakterzeichnung, satirischer Zeitkritik, tragikomischer Handlung und existenzieller Thematik zu den originellsten amerikanischen Kurzgeschichten der Nachkriegszeit zählt, wird die als tödliche Irrfahrt endende Ferienreise einer Familie geschildert, die ursprünglich von Atlanta in das südlich gelegene Florida führen sollte. Insbesondere die Schlussszene dieser Kurzgeschichte ist in der Literaturwissenschaft und -kritik dabei sehr unterschiedlich aufgenommen und interpretiert worden.

## Inhalt
Die Geschichte beginnt mit dem Aufbruch der Familie Bailey zu einer Urlaubsfahrt nach Florida. Großmutter Bailey kann ihren Sohn nicht dazu überreden, statt nach Florida nach East-Tennessee zu reisen, wo sie in ihrer Jugend noch den Abglanz des aristokratischen Lebens auf einer Plantage erlebte. Wie ihr eigensinniges und verschrobenes Verhalten zeigt, ist sie immer noch mit der Vergangenheit verbunden, die für sie noch menschliche Werte verkörperte, wohingegen ihr Sohn und die übrigen Familienmitglieder einzig noch die Belanglosigkeit des Alltags repräsentieren.
Während eines Zwischenaufenthaltes zu einem Imbiss an einer Tankstelle beklagt sich der Besitzer, dass ein guter Mensch nur noch schwer zu finden sei (S. 122).
Der weitere Verlauf der Reise wird zunehmend durch die imaginäre Vergangenheit der Großmutter bestimmt. Sie weckt das Interesse der Kinder an einem alten Plantagenhaus, das unweit der Hauptstraße liegen soll und an das sie sich aus ihrer Jugend erinnert. Mit Hilfe der Kinder überredet sie ihren Sohn zu einem kleinen Umweg. Als ihr jedoch einfällt, dass diese Plantage nicht in Georgia, sondern in Tennessee liegt, kommt es zu einem Unfall auf der unbefestigten abgelegenen Straße. Kurz darauf hält ein Fahrzeug an der Unfallstelle, von dessen Insassen die Familie Hilfe erhofft. Aus dem großen, verbeulten schwarzen Auto, das einem Leichenwagen ähnelt („big black battered hearse-like automobile“, S. 126), steigen jedoch der bewaffnete Taugenichts („the Misfit“, S. 127) und zwei seiner Kumpane.
Bei dem Misfit handelt es sich um einen Gewaltverbrecher, der erst vor kurzem aus dem Gefängnis ausgebrochen ist und sich Zeitungsberichten zufolge auf dem Weg nach Florida befinden soll (S. 117 und 122). Die Großmutter, die davon wusste, hatte aus diesem Grunde zu Beginn der Urlaubsreise versucht, ihren Sohn dazu zu bewegen, nach Tennessee statt nach Florida zu fahren (S. 118). Sie erkennt auch sofort den Gewaltverbrecher (S. 127). Dessen Kumpane zerren den Sohn und den Enkel in den Wald und erschießen sie (S. 128 f.). Danach holen sie die Schwiegertochter, die Enkelin und den Säugling in den Wald und bringen sie ebenfalls um (S. 131).
Unterdessen redet die Großmutter ohne Unterlass auf den Misfit ein und will ihn davon überzeugen, dass er doch ein guter Mensch sein könne, wenn er sich nur dazu durchringen könne zu beten und die Hilfe Jesus’ anzunehmen (S. 128 ff.). Der Misfit ist jedoch nicht dazu bereit und bemisst sein Handeln einzig an der Strafe, die er dafür erhält: “You can do one thing or you can do another, kill a man or take a tire off his car, because sooner or later you‘re going to forget what it was you done and just be punished for it. [...] I call myself the Misfit [...] because I can‘t make what all I done wrong fit what all I gone through in punishment” (S. 130 f., deutsch: „Man kann dies tun oder man kann das tun, einen Mann totschlagen oder einen Reifen von seinem Wagen stehlen, einerlei, denn früher oder später vergißt man, was man getan hat, und wird dafür bestraft. [...] Ich unterschreib mich der Taugenichts, denn was ich an Unrecht begangen hab, das taugt noch lange nicht für all das, was ich schon an Strafen hab erdulden müssen.“)
Die Großmutter fleht kurz vor der Ermordung der letzten Familienangehörigen den Misfit nochmals an, nicht auf sie sie schießen, da er doch von guter Herkunft sei und aus einer netten Familie stamme. Sie bietet ihm alles Geld an, das sie bei sich hat, und fordert ihn ein weiteres Mal auf zu beten (S. 131 f.). Der Misfit erwidert darauf, es habe noch nie jemand dem Leichenbestatter ein Trinkgeld gegeben, und erklärt des Weiteren, Jesus hätte die Toten nicht wieder zum Leben erwecken sollen. Dies habe alles durcheinandergebracht. Wenn Jesus getan habe, was Er gelehrt habe, dann bleibe einem nicht anderes übrig, als alles wegzuwerfen und Ihm zu folgen. Wenn Er nicht getan habe, was Er gelehrt habe, dann bleibe einem weiter nichts übrig, als die paar Minuten, die man habe, so zu genießen, wie man nur könne: indem man jemanden totschlage, sein Haus herunterbrenne oder ihm sonst etwas Gemeines antue; es gebe keine anderen Vergnügen, als eine Gemeinheit zu begehen (im Original: “[...] there never was a body that gave the undertaker a tip. [...] Jesus was the only One that ever raised the dead. [...] He shouldn‘t have done that. He thrown everything off balance. If He did what He said, then it‘s nothing for you to do but throw away everything and follow Him, and if He didn‘t, then it‘s nothing for you to do but enjoy the few minutes you got left,the best way you can – by killing somebody, or burning down his house or doing some other meanness to him. No pleasure but meanness.” (S. 132).
Erregt behauptet der Misfit sodann, er wäre ein anderer Mensch geworden, wenn er bei Christi Auferweckung der Toten dabei gewesen wäre; er sei Christus jedoch nie begegnet (S. 132). Die Großmutter glaubt, die innere Not des Misfits zu verstehen, und bezeichnet ihn als eines ihrer Babys, worauf der Misfit zurückspringt, als habe eine Schlange ihn gebissen, und der Großmutter drei Schüsse in die Brust jagt (S. 132).
Als seine beiden Kumpane aus dem Wald zurückkehren, merkt der Misfit an, die Großmutter wäre eine gute Frau gewesen, wenn jemand da gewesen wäre, der sie jede Minute ihres Lebens erschossen hätte (im Original: “She would of been a good woman [...] if it had been somebody there to shoot her every minute of her life” (S. 133)). Die Kurzgeschichte endet mit der Schlussbemerkung des Misfits, es gebe kein richtiges Vergnügen im Leben (“It‘s no real pleasure in life” (S. 133)).

## Interpretationsansatz
Das Handlungsgerüst dieser höchst melodramatischen Kurzgeschichte O’Connors wird – einem Road Movie ähnlich – von der plötzlich und katastrophal endenden Urlaubsfahrt einer durchschnittlichen weißen amerikanischen Familie, wie sie beispielsweise aus den Fernsehserien der frühen 1950er Jahre bekannt ist, gebildet. Der größte Teil des Geschehens wird aus der Perspektive der Großmutter geschildert, die zugleich im Mittelpunkt der Handlung steht.
Die Eingangsszene zeigt die Banalität der Alltagswelt der jungen Baileys, deren sechs Mitglieder weitgehend als typenhafte Karikaturen gezeichnet werden. Bailey liest Zeitung und lässt sich von den nörgelnden Kindern und dem Gerede der Großmutter nicht stören. Die Mutter bleibt namen- und konturenlos, sitzt auf dem Sofa und füttert das Baby. Baileys Sohn John Wesley gibt freche Antworten und verhält sich auch ansonsten recht dreist; sein Name weckt jedoch bereits zu Beginn ironischerweise Erinnerungen an den gleichnamigen englischen Methodistenprediger, der in Georgia 1735 vergeblich eine Erweckungsbewegung zu initiieren versuchte. Die Familie wird damit ohne viele Worte als protestantisch gekennzeichnet; zugleich deutet John Wesleys Name allerdings voraus auf die existentiell-religiöse Thematik des Schlussteils der Erzählung. Seine Schwester June Star erweist sich, wie ihr Name ebenso anklingen lässt, als selbstgefällig; der Vater selber hat als Familienoberhaupt kein Format und wird zwischen den quengelnden Kindern und seiner eigenen Mutter zerrieben, die in dem Anfangsteil der Geschichte mehr oder weniger als sentimentale, bigotte, dünkelhafte und herrschsüchtige Erscheinung einer schrulligen Southern Lady karikiert wird. Die übrigen Familienmitglieder versuchen sich möglichst von den oftmals komisch wirkenden Sonderlichkeiten der Großmutter abzuschirmen. In dieser Ausgangssituation wird die Zeitungsnachricht über den entflohenen Misfit nicht weiter ernst genommen und kann die trivialen und langweiligen Routinen bzw. Gewohnheiten der familiären Alltagsordnung nicht durchbrechen: Verbrechen wie die des Misfits haben in einer solchen geregelten Welt einfach keinen Platz. Dessen ungeachtet wird das tödliche Ende der geplanten Urlaubsfahrt damit unmittelbar zu Beginn der Kurzgeschichte angedeutet.
Die Großmutter, die trotz ihres eher matriarchalischen Auftretens ihren Willen nur selten oder aber einzig mit Tricks durchsetzten kann, versucht vergeblich, die Familie nach der Nachricht von dem Ausbruch des Misfits zu einer Umkehr der Reiseroute zu bewegen; groteskerweise hat sich die alte Dame allerdings beim Aufbruch am nächsten Morgen bereits für den Fall eines Unfalls fein herausgeputzt; in ihrem Koffer hält sie zudem ihre Katze versteckt, die später den Unfall auslöst.
Zunächst wird in der ersten Hälfte der Erzählung in zahlreichen urkomischen Dialogfragmenten, vor allem in dem Geplapper der beiden Kinder und ihrer Großmutter, die selbstsüchtige, wenig liebevolle und vulgäre Banalität dieser Durchschnittsfamilie mit einem satirischen Seitenblick auf den alten und neuen Süden offengelegt. Trotz aller realitätsnahen Ortsnamen weist die Reise der Familie von Anfang an die Merkmale einer symbolischen Irrfahrt auf; so geht es nicht wie geplant nach Süden, sondern zunächst ostwärts. Die Bemerkungen der Großmutter, als sie ein schwarzes Straßenkind (“cute little pickaninny” (S. 119, deutsch: „niedliches kleines Niggerchen“)) erblickt und sich an eine Episode aus ihrer tugendhaften Jugend erinnert, sind von einem „althergebrachten, geistlos-gönnerhaften Rassismus“ geprägt; schließlich fährt man an einem alten Familienfriedhof vorbei – ein erstes Omen des kommenden Unheils.
Während der Rast an der mit Stuck aufgerüsteten Tankstelle mit Essraum tauscht die Großmutter Plattitüden mit dem beleibten, verschwitzten Tankwart und Gastwirt Red Sammy aus, einem Redneck, der seine Frau mit unbewusster Verachtung behandelt (S. 121). Gönnerhaft bezeichnet die alte Dame in Nostalgie über die gute alte Zeit Red Sam als „guten Menschen“ („you‘re a good man“, S. 122), worauf dieser erwidert, ein guter Mensch sei schwer zu finden, es werde immer schlimmer in der Welt. Die Großmutter kommentiert die vagen Klagen über die moralische Verkommenheit der gegenwärtigen Zeit mit dem Hinweis auf Europas Habgier – eine Anspielung auf die Unterstützung durch die USA im Rahmen des Marshallplans. Diese zunächst belanglose erscheinende Episode gewinnt ihre eigentliche Bedeutung erst im Nachhinein: Die auf den Titel der Kurzgeschichte verweisende Bemerkung Red Sams wird an dieser Stelle noch als bloße Redensart von niemand ernst genommen; erst mit dem Unfall erhält die scheinbar triviale Aussage ihre ganz spezifische Gültigkeit.
Die Großmutter trauert nach dem Zwischenstopp weiterhin ihren nostalgischen Erinnerungen an das pseudo-aristokratische Leben auf der Plantage in einer vergangenen heilen Welt nach, wie sie beispielsweise von Margaret Mitchell oder Robert Penn Warren und anderen Erzählern aus den Südstaaten ausgemalt worden war. Das Illusionäre dieser Vorstellungen wird indes deutlich, als die Großmutter die Plantage, die sie als Kind erlebte, in ihrer Einbildung von Tennessee nach Georgia verlegt. Nachdem man Toombsboro (S. 123) passiert hat (das zusätzliche b in der Schreibweise im Gegensatz zu dem realen Ortsnamen Toomsboro enthält im Original ein weiteres Vorzeichen mit der Anspielung auf das englische Wort „tomb“ = dt. „Grab“), schlägt die Großmutter fatalerweise vor, ein nahegelegenes Anwesen aus der guten alten Zeit zu besichtigen, das durch einen kleinen Umweg über eine unbefahrene Straße zu erreichen sei. Entsetzt stellt sie sodann jedoch fest, dass sie sich um einen Bundesstaat vertan hat, und löst damit unwillkürlich eine absurde, vom Erzähler mit lakonischer Ironie wiedergegebene Kettenreaktion aus, die zu dem Unfall und dem tödlich verlaufenden Zusammentreffen mit dem Misfit und seinen Kumpanen führt (S. 124 f.).
Der von den Kindern anfangs kreischend bejubelte Unfall wird von verschiedenen Interpreten der Geschichte als der „Höhepunkt einer Parodie des für einen realistischen Plot typischen Kausalitätsprinzips“ gedeutet, mit der Flannery O’Connor in einer „Urszene absurder Geworfenheit“ die existentielle Zufälligkeit und Unvorhersehbarkeit des sich der menschlichen Kontrolle entziehenden Universums zum Ausdruck bringe. Die Familie werde „aus dem schützenden Blechgehäuse ihres Autos in eine unbekannte Wildnis geworfen“, in der sie den „drei schweigsamen, bewaffneten und grotesk gekleideten Fremden“ mit ihrem ominösen „verbeulten großen schwarzen Leichenwagen“ („hearse-like automobile“, S. 126) begegnet.
Die Kinder werden zunehmend nervös; die Spannung steigt und die Umgebung wirkt mehr und mehr bedrohlich. Halb triumphierend macht die Großmutter einen weiteren Fehler, in dem sie dem Misfit explizit mitteilt, dass sie ihn sofort erkannt habe. Der von der Reflektorfigur angedeutete Fluch ihres Sohnes hebt zugleich kontrastiv das unheimlich wirkende Feingefühl des trotz seiner hinterwälderischen Redeweise um formvollendete Manieren bemühten Misfits umso stärker hervor.
Die Großmutter versucht im Folgenden mit selbstsüchtigen Beschwichtigungen (“You wouldn‘t shoot a lady, would you?” (S. 127, deutsch: „Sie würden eine Dame nicht erschießen, nicht wahr?“)) und albernen Beschwörungen die Situation zu retten, indem sie mehrfach den Misfit als „guten Menschen aus gutem Haus“ („you must come from nice people“, S. 127) bezeichnet; nichtsdestoweniger wird ihr Sohn Bailey, der panisch und unentschlossen reagiert, zusammen mit dem Enkel John Wesley kurzerhand zur Hinrichtung in den Wald abgeführt. In einer ersten und letzten liebevollen Geste, die angesichts der Situation freilich zugleich grotesk wirkt, wendet sich Bailey der Großmutter zu und versichert ihr mit einer Mischung von Beschützerinstinkt und kreatürlicher Angst, in einer Minute wieder da zu sein („I‘ll be back in a minute, Mamma, wait on me“, S. 128). Die Schüsse im Wald, denen schließlich die ganze Bailey-Familie zum Opfer fällt, verhallen unkommentiert; durch den komisch anmutenden Versuch der Großmutter, den Mörder zur Besserung zu überreden, rückt die grausame Ermordung wie in einer Gothic-Schauergeschichte auf unheimliche Weise in den Hintergrund.
Ohne die hysterischen Fragen der Mutter zu beachten, setzt der Misfit, der mittlerweile eine hockende Position vor der Großmutter wie zuvor Bailey eingenommen hat, gleichsam zu einer Lebensbeichte an, in der er mit melancholischem Ernst die ehrenvolle Bezeichnung als guter Mensch zurückweist und die mehrfache Aufforderung zum Gebet durch die Großmutter ablehnt. Freimütig mit fast träumerischer Stimme („in an almost dreamy voice“, S. 130) offenbart er der alten Frau seine seelisch Konflikte: Seit jeher fühlt er sich auf diffuse Weise verfolgt, zwar schuldig und zu Recht verurteilt, zugleich aber in einem pervertierten Verständnis von Erbsünde schicksalhaft ohne eine Möglichkeit des Entrinnens verstrickt und „lebendig begraben“ („buried alive“, S. 130). Verzweifelt beklagt er ebenso sein absurdes Dasein, in dem es für ihn grundsätzlich kein sinnstiftendes Verhältnis zwischen Verbrechen und Strafe gibt, und definiert sich selbst mit seiner „fast rührenden Mißdeutung des Wortes Misfit (das im ursprünglichen Wortsinn den nicht-gesellschaftsfähigen Außenseiter bezeichnet) als jemand, für den ‚die Welt aus den Fugen ist‘“.
Die Schuld für diesen Zustand weist der Misfit in einer Umkehrung des christlichen Glaubensverständnisses ausgerechnet Jesus Christus zu; während die Mutter, das Baby und June Star von seinen Kumpanen ermordet werden und die Großmutter aufgeschreckt ihren Kopf grotesk reckt „wie eine eingeschrumpelte alte Truthenne“ („Grandmother raised her head like a parched old turkey hen“, S. 132), verkündet der Misfit ungerührt seine paradoxe Vorstellung von den unheilvollen Heilstaten Jesu. Dabei nimmt er in seiner geistigen Verwirrung als Gewaltverbrecher im Gegensatz zu den anderen Figuren der Erzählung, die allesamt zu den Bewohnern des amerikanischen „Bible Belt“ zählen, dennoch die Heilslehre des Neuen Testaments durchaus ernst. Nach seiner Logik gäbe es, wenn Jesus wirklich Gottes Sohn war, einzig „den Weg der selbstlosen Nachfolge“. Falls die Welt jedoch gott- und sinnlos ist, dann bliebe aus seiner Sicht nur „eine sadistische Lust am Bösen“. An dieser Stelle nimmt die ansonsten eher gedankenlos-geschwätzige Großmutter ihren Glauben so ernst, dass sie beginnt an ihm zu zweifeln (“‘Maybe. He didn’t raise the dead’, the old lady mumbled” (S. 132, deutsch: „‚Vielleicht hat Er gar nicht die Toten aufgeweckt‘, brummelte die alte Dame“)). Als daraufhin die Stimme des Misfits bricht und die Großmutter seine abgründige Verzweiflung spürt, realisiert sie ihre Seelenverwandtschaft mit ihm. Allerdings provoziert ausgerechnet ihre unwillkürliche und diesmal offensichtlich selbstlose Geste mütterlicher Nächstenliebe die Explosion des Misfit und führt die Kurzgeschichte zu ihrem lakonisch erzählten Schluss.
Nach ihrer Erschießung blickt die Großmutter in ihrer Blutlache – halb sitzend, halb liegend – wie ein Kind lächelnd in den wolkenlosen Himmel. Während die Kumpane des Misfit ihre Scherze machen, scheint dieser zu ahnen, dass die alte Frau im Moment ihres Todes durch eben ihre liebevolle Geste tatsächlich zu einem „guten Menschen“ geworden ist. So sinniert dieser Mörder in seiner makaberen Schlussbemerkung, die Großmutter wäre „eine gute Frau“ gewesen, wenn es jemanden gegeben hätte, „der sie jede Minute ihres Lebens totgeschossen hätte“ (S. 133).

## Wirkungsgeschichte und Intention
Die mysteriöse Figur des verzweifelt gewissenlosen Mörders und Gewaltverbrechers The Misfit ist in der literaturkritischen Rezeption der Geschichte völlig unterschiedlich interpretiert worden. So sieht ein Teil der Kritiker und Interpreten den Misfit als „Psychopathen“ und „Opfer einer gewalttätigen Umgebung“, der seine „Rolle als Rebell gegen die göttliche Ordnung mit der eines Jünger Jesu vertauscht“. In anderen Deutungen der Erzählung wird der geheimnisvolle Mörder als „Verkörperung des Miltonschen Satans“, als moderne Version des „Antichrist“ oder auch als Kierkegaardsche Gestalt des „dämonischen Menschen“ bzw. als „Stellvertreter der ungläubigen und latent mörderischen Menschheit“ verstanden. Des Weiteren wird die Gestalt des Misfit ebenso als „existential Everyman“ gedeutet, der „die fatalistische Unterwürfigkeit der Verurteilten Kafkas mit Dostojevskis sadomasochistischer Unfähigkeit zu Schuld und Sühne verbinde“.
Die Gültigkeit dieser unterschiedlichen Ausdeutungsversuche, die allesamt als Denkanstöße für die Auseinandersetzung mit dem Text genommen werden können, lässt sich nicht leicht entscheiden; entscheidend und auch eindeutig zu klären ist jedoch die dramaturgische Funktion des rätselhaften Misfit: Er sorgt dafür, dass die Großmutter im Augenblick ihres Todes eine „epiphanische (Selbst-)Erkenntnis“ gewinnt.
Die häufige Anthologisierung und unterschiedliche Ausdeutung bzw. Kommentierung der Kurzgeschichte in der Literaturkritik veranlasste Flannery O’Connor dazu, ihre „vernünftige Verwendung des Unvernünftigen“ selber zu erläutern:

„Die Annahmen, die meiner Verwendung des Irrationalen zugrunde liegen, sind die der zentralen christlichen Mysterien. Diese Annahmen wird ein Großteil des Publikums nicht teilen. Dazu kann ich nur sagen, daß es vielleicht andere Wege als meinen gibt, die Geschichte zu lesen, aber keinen anderen, auf dem sie hätte geschrieben werden können. Der Glaube ist, wenigstens im meinem Fall, der Motor, der die Wahrnehmung in Gang hält. [...] Die Großmutter befindet sich in der wichtigsten Situation, die das Leben einem Christen bietet. Sie steht dem Tod gegenüber. Es scheint, daß sie - wie wir alle - nicht allzu gut darauf vorbereitet ist.“

In einem Brief an John Hawkes legt Flannery O’Connor dar, dass der Misfit für sie „als Teufel ein Bote des Guten malgré lui sei, indem er der Großmutter die Möglichkeit der Gnade“ eröffne. In O’Connors Sinne fügt sich A Good Man is Hard to Find derart auch in das „Konzept der Einheit im mystischen Leib Christi“. Die Kunst O’Connors besteht Link zufolge allerdings darin, dass sie den Leser „nicht auf eine dogmatische Auslegung im Sinne ihres Glaubens“ festlege, sondern „das Berührtsein in einer menschlichen Begegnung“, die auch den Leser berühre, Gestalt annehmen lasse.
Wie Flannery O’Connors Äußerungen zeigen, ist in A Good Man is Hard to Find ihr ästhetisches Konzept untrennbar mit ihrer christlichen Überzeugung verbunden; ihrem Kommentar zufolge basiert jede gute Geschichte auf „einer vollkommen richtigen wie vollkommen unerwarteten Geste“, die jede einfache „moralische“ oder „allegorische Ebene“ übersteigen und auf eine Ebene verweisen muss, die „mit dem Göttlichen und unserer Teilhabe daran“ zu tun hat. So liegt ihrer Auffassung entsprechend der „Triumph“ der Großmutter in eben „jener Geste der Liebe“, die aus „dem gnadenreichen Moment ihrer Erkenntnis“ resultiert. Flannery O’Connor beschreibt dies in ihren eigenen Worten folgendermaßen: „Ohne diese Geste und ihre begleitenden Worte hätte ich keine Geschichte. [...] Nicht nur hat unser Zeitalter kein gutes Auge für das kaum wahrnehmbare Eindringen der Gnade, es hat auch wenig Gespür für das Wesen der Gewalttätigkeiten, die ihm vorausgehen und folgen.“ Die Gewalt sei „in ganz merkwürdiger Weise geeignet“, ihre Figuren „in die Wirklichkeit zurückzuholen und sie auf den Moment der Gnade vorzubereiten.“
Wie grotesk, unwahrscheinlich oder skurril das Geschehen in O’Connors Erzählung auch erscheinen mag, die Kurzgeschichte bleibt Link zufolge dem Lokalkolorit treu und verbindet typische Elemente der Literatur der Südstaaten wie das brutale Verbrechen oder die Idealisierung der Vergangenheit in einer spezifischen Weise, die der Geschichte „eine einmalige Aussagekraft verleiht.“

## Ausgaben in Buchform (Auswahl)

### Englische Ausgaben
- Flannery O’Connor: A Good Man is Hard to Find and Other Stories . Harcourt und Brace Verlag, New York 1955.
- A Good Man is Hard to Find. In: Flannery O’Connor: Complete Stories. Faber and Faber, London 1990, ISBN 978-0-571-24578-9, S. 117–133.

### Deutsche Ausgaben
- Flannery O’Connor: Ein guter Mensch ist schwer zu finden. In: Flannery O’Connor: Ein Kreis im Feuer - Erzählungen. Übersetzt von Elisabeth Schnack. Claasen Verlag, Hamburg 1958.
- Flannery O’Connor: Ein guter Mensch ist schwer zu finden. In: Flannery O’Connor: Ein Kreis im Feuer - Erzählungen. Übersetzt von Elisabeth Schnack. rororo Taschenbuchausgabe, Rowohlt Verlag, Reinbek bei Hamburg, 1967.
- Flannery O’Connor: Ein guter Mensch ist schwer zu finden und andere Erzählungen. Übersetzt von Elisabeth Schnack und Cornelia Walter. Diogenes Verlag, Zürich 1987, ISBN 3-257-21332-8.
- Flannery O’Connor: Ein guter Mensch ist schwer zu finden. In: Flannery O’Connor: Keiner Menschenseele kann man noch trauen. Storys. Aus dem amerikanischen Englisch neu übersetzt von Anna Leube und Dietrich Leube. Arche Literatur Verlag, Zürich-Hamburg 2018, ISBN 978-3-7160-2769-1.[21]

## Adaptionen
Flannery O’Connors Kurzgeschichte lieferte 1992 die Vorlage für einen 16-minütigen Kurzfilm mit dem Titel Black Hearts Bleed Red unter der Regie von Jeri Cain Rossi, die auch das Drehbuch auf der Grundlage der Storyline von A Good Man is Hard to Find verfasste. Die Rolle des Misfits wurde in dieser Verfilmung von dem amerikanischen Maler und Schauspieler Joe Coleman gespielt.
Das 2004 erschienene Album Seven Swans des amerikanischen Songwriters und Folkmusikers Sufjan Stevens enthält eine gleichnamige Fassung von A Good Man is Hard to Find als Song. In dem Songtext wird die Geschichte anknüpfend an die literarische Vorlage O’Connors aus der Perspektive des Misfits in der ersten Person dargeboten.

## Sekundärliteratur
- Daniel Göske: Flannery O’Connor - A Good Man is Hard to Find. In: Michael Hanke (Hrsg.): Interpretationen · Amerikanische Short Stories des 20. Jahrhunderts. Reclam jun. Verlag, Stuttgart 1998, ISBN 3-15-017506-2, S. 189–198.
- Franz Link: ”A Good Man is Hard to Find, 1953“. In: Franz Link: Amerikanische Erzähler seit 1950 · Themen · Inhalte · Formen. Schöningh, Paderborn 1993, ISBN 3-506-70822-8, S. 24–27.